# Inguinaltasche

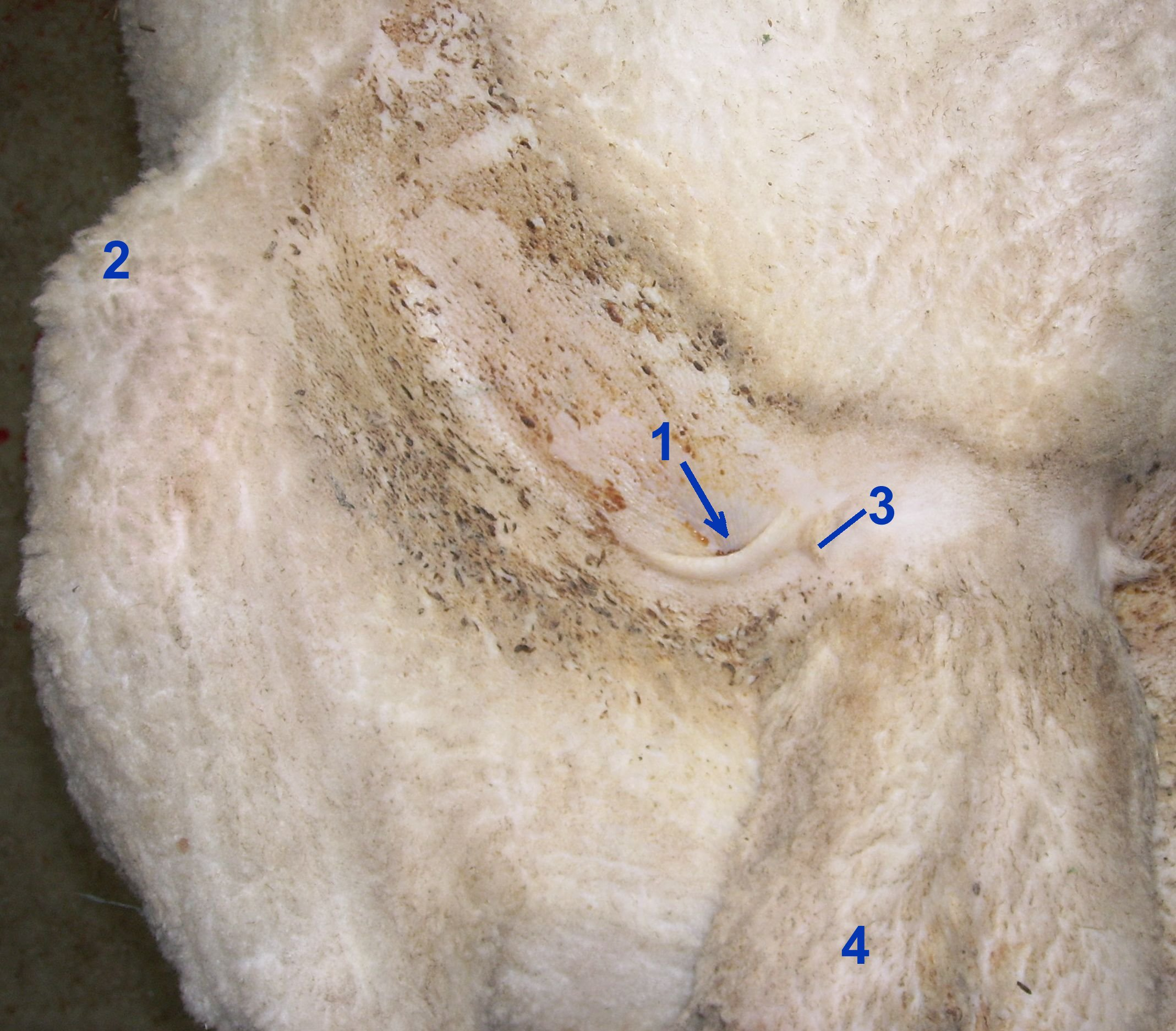
Leistengegend und Oberschenkelinnenseite eines Schafbocks. 1 Inguinaltasche, 2 Knie, 3 Zitze, 4 Hodensack

Die Inguinaltasche (Sinus inguinalis) ist eine in der Leistengegend, an der Basis des Euters bzw. des Hodensackes gelegene Hautdrüse bei Ziegenartigen. Sie ist bei Schafen sehr deutlich ausgeprägt, bei Ziegen nur angedeutet.
Die Inguinaltasche enthält zahlreiche Talgdrüsen sowie apokrine Schlauchdrüsen (Glandulae sinus inguinalis), die ein gelbliches, fettiges Sekret produzieren. Dieses verteilt sich im haarlosen Gebiet der Leistengegend und der Oberschenkelinnenseite und vermindert so die Reibung des Oberschenkels am Rumpf. Es dient auch als Markierungsorgan beim Liegen und weist vermutlich auch dem Lamm den Weg zum Euter seiner Mutter.